# 邓石如

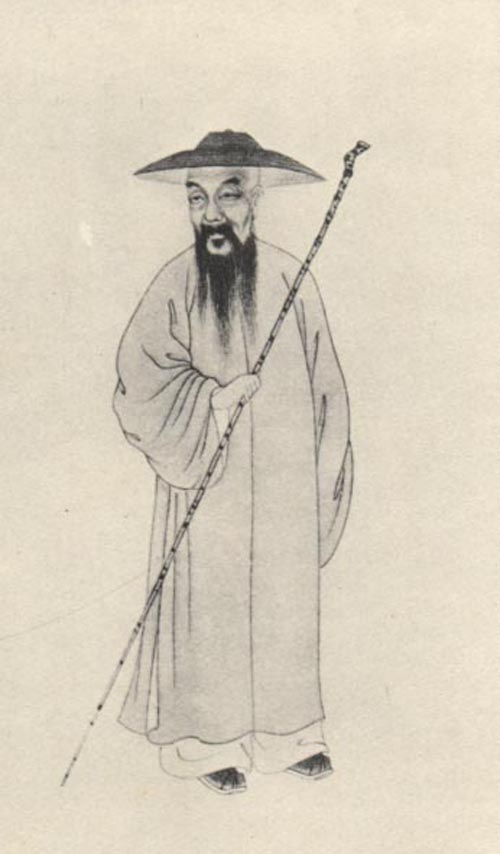
鄧石如

邓石如（1743年—1805年），原名琰，字顽伯，号完白山人、完白、故浣子、游笈道人、凤水渔长、龙山樵长，安徽怀宁（今安徽安庆）人，清朝书法家、篆刻家、画家、文字学家。

## 生平
乾隆八年出生，邓少时家贫，9岁时读过一年书，停学后采樵、卖饼饵糊口。后又靠写字、刻印谋生。曾在江宁大收藏家梅镠处8年，十分勤奋向学。后研习碑拓，苦练隶书等书体，终于成为有清一代杰出的书法家和篆刻家。乾隆五十六年(1791年)，在湖广总督毕沅处做了3年幕僚。张惠言、包世臣都曾向他学习书法。

## 成就

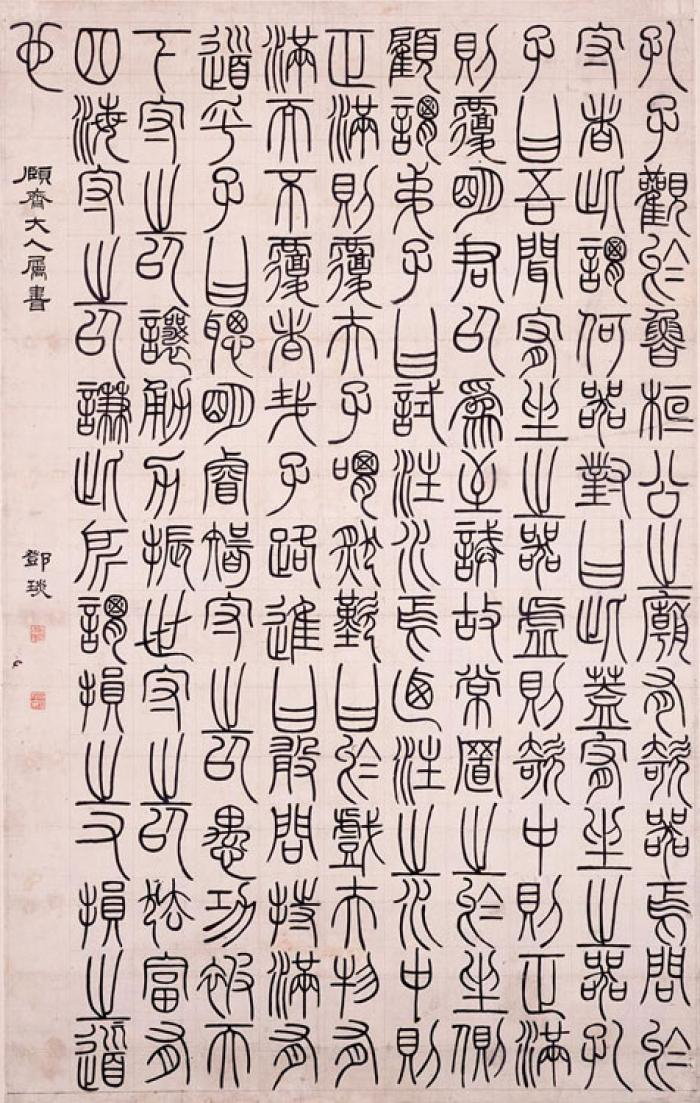
邓石如篆书《荀子·宥坐篇》（北京故宫博物院藏）

他在书法篆刻上长期苦心钻研，使他融会贯通这两大艺术领域，得到诸多如“求规之所以为圆，与方之所以为矩者”等的艺术体悟。由于他的篆刻艺术风格鲜明，独树一帜，技法精湛，世称“邓派”。他在书法史篆刻史上都是一位承前启后的大师巨匠。

## 家族
六世孙邓稼先。

## 著作
- 《完白山人印谱》

## 延伸阅读
[在维基数据编辑]
 《清史稿·卷510》
 《清史稿·卷503》，出自趙爾巽《清史稿》
 在维基共享资源阅览影像